# Гамбатеза
Гамбатеза (итал. Gambatesa) је насеље у Италији у округу Кампобасо, региону Молизе.
Према процени из 2011. у насељу је живело 1241 становника. Насеље се налази на надморској висини од 477 м.

## Становништво
| 1936. | 1951. | 1961. | 1971. | 1981. | 1991. | 2001. | 2011. |
| ----- | ----- | ----- | ----- | ----- | ----- | ----- | ----- |
| 3.241 | 3.164 | 3.039 | 2.483 | 2.157 | 2.045 | 1.737 | 1.487 |